# Parque Antonio García Lago
El parque alcalde Antonio García Lago (apodado parque Nuevo) es un parque público de La Felguera, en el concejo asturiano de Langreo (España). Es uno de los parques urbanos más grandes de Asturias.

## Descripción

### Orígenes
Ya en la década de 1950 nace la idea en el Ayuntamiento de Langreo de crear una nueva área verde en La Felguera, distrito muy contaminado por la actividad siderúrgica y que ya contaba con un modesto parque, el Dolores Duro.
En los años 70 y bajo la alcaldía de Antonio García Lago, la idea toma forma y comienzan las obras que finalizan con una inauguración oficial el 28 de junio de 1977, víspera de la fiesta local (San Pedro).
El parque se construyó bajo el denominado estilo inglés, entre los barrios de La Pomar y El Sandín, una zona de prados. Lo bordearon las barriadas obreras de La Concordia, San Pedro y Candín. Costó 80 millones de pesetas y los trabajos duraron unos 16 meses.

#### Evolución

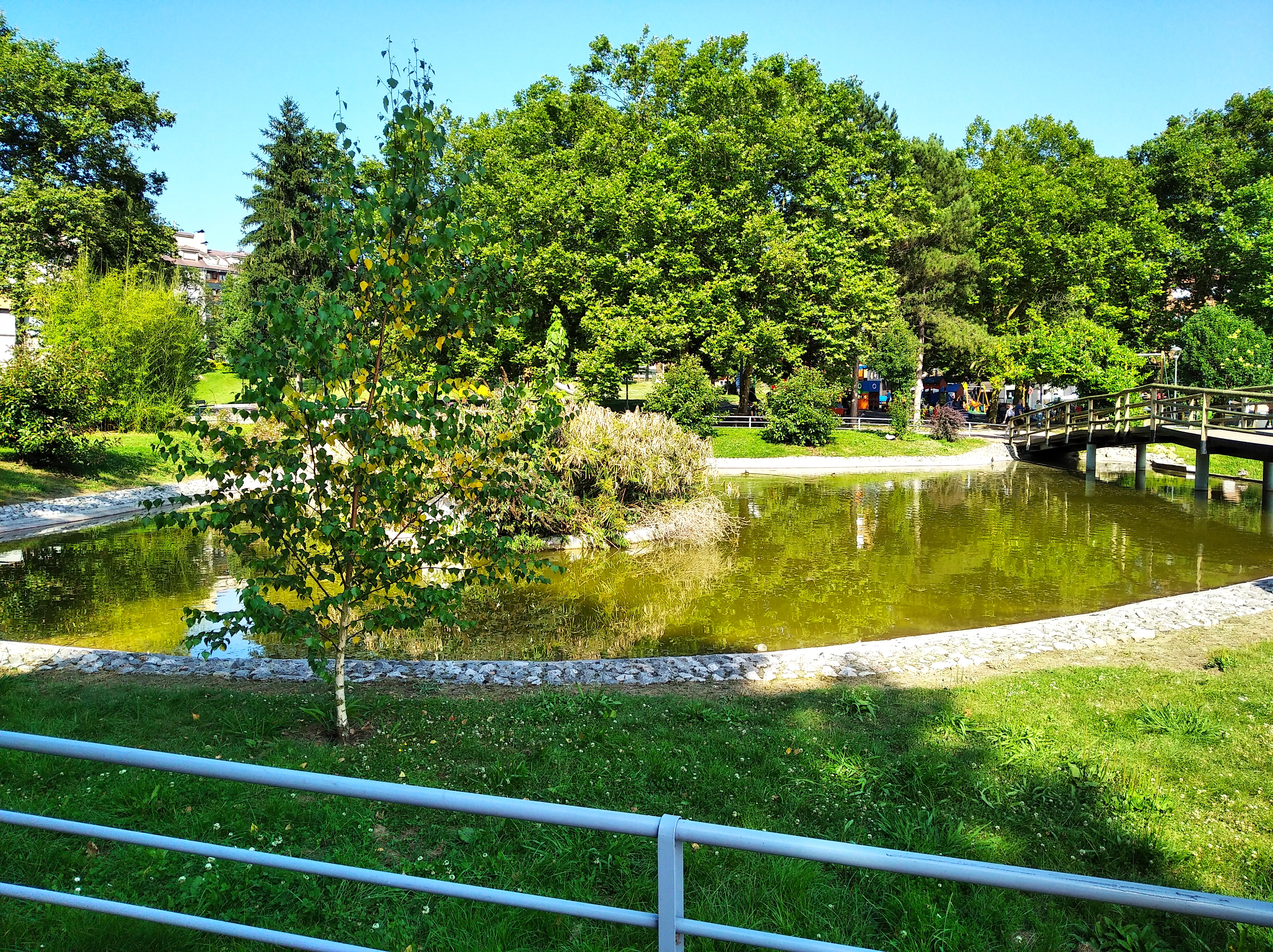
Estanque central

Denominado parque municipal durante su construcción, de inmediato se propuso bautizarlo con el nombre del edil que lo impulsó. En los años 80 las autoridades políticas de Langreo decidieron retirar el nombre original del parque y reemplazarlo por parque Nuevo (en contraposición al Dolores Duro, conocido como el viejo). Esta denominación oficial permaneció hasta 2007 cuando se restituyó el nombre original además de la memoria del propio alcalde langreano. Se llevó a cabo una reinauguración a la que acudió la hija del exmandatario, la artista María Lago, así como todos los grupos políticos con representación municipal.
El parque albergaba originalmente un pequeño zoológico con gacelas, cabras, ñandúes, gansos, primates... Con el paso del tiempo desaparecieron y fueron reemplazados por una única y singular pajarera. También tenía un parque infantil en el lugar que hoy ocupa una equipación deportiva. El antiguo auditorio alberga hoy un parque de educación vial. Tiene también una cancha polideportiva y pistas de pádel, un área infantil, un kiosco de prensa, un antiguo edificio de almacenes del zoológico, un área canina y un estanque con puente que en 2018 comenzó su reforma integral. Alberga también dos fuentes de fundición. Tiene título de Jardín de Las Américas. La asociación Amigos del parque García Lago trabaja por su mantenimiento.

#### Monumentos
- Félix Rodríguez de La Fuente: fue inaugurado poco después de la muerte de éste por su viuda. Constaba de una placa y un pequeño estanque con un urogallo como fuente, hasta que con la reforma del espacio se desplazaron las esculturas al nuevo y único estanque
- San Juan Bautista de La Salle: inaugurado en 1977 con motivo del 75 aniversario de la presencia en La Felguera de los Hermanos Lasalianos
- Manuel Suárez: originario de los años 50 y trasladado aquí con la inauguración del parque. Fue un empresario minero y benefactor
- La Mina y La Mar: símbolo del hermanamiento entre los municipios de Carreño (mar) y Langreo (mina). Consta de un ancla real y maderas de entibación minera

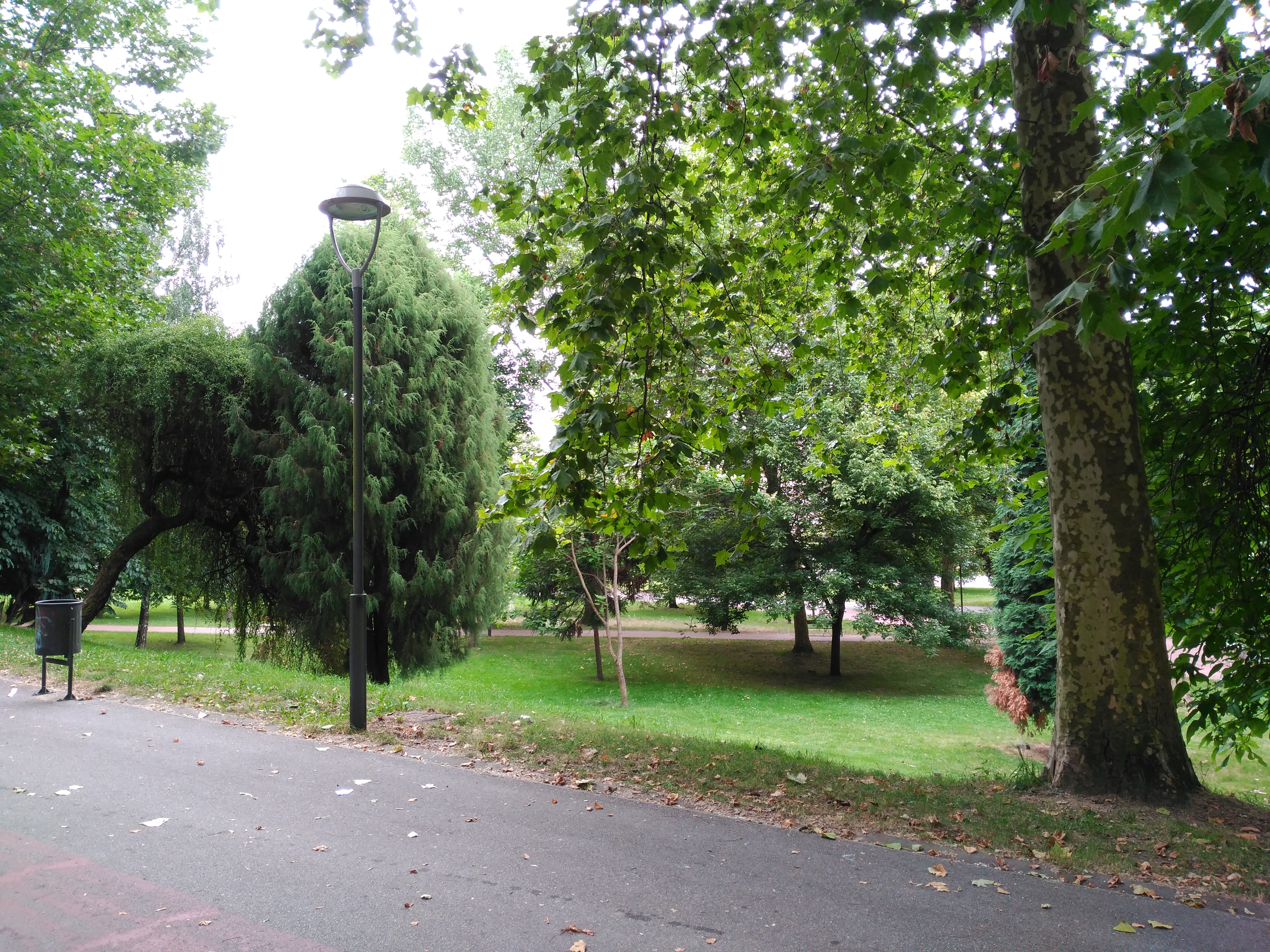
Rincón del parque
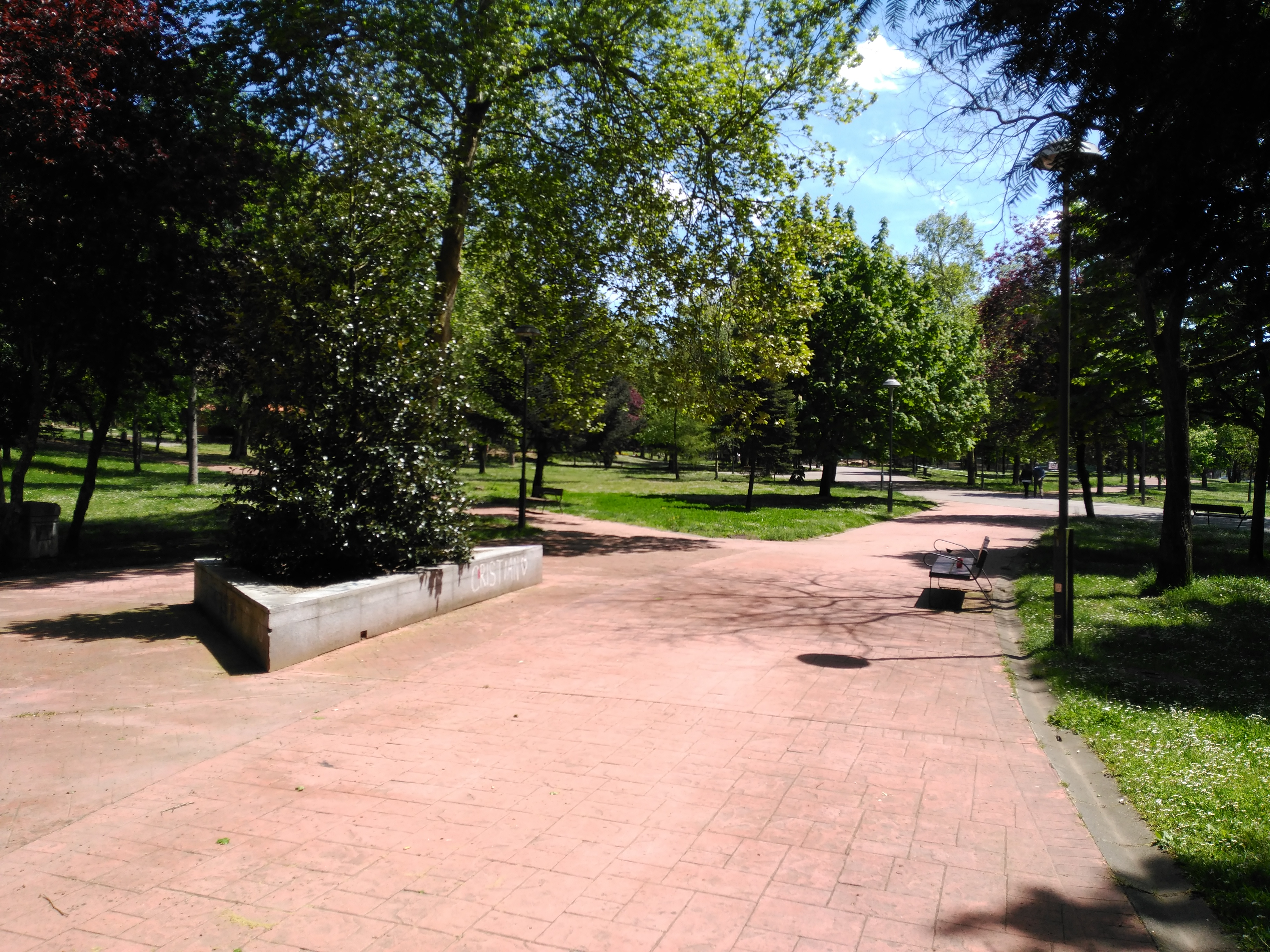
Rincón del parque
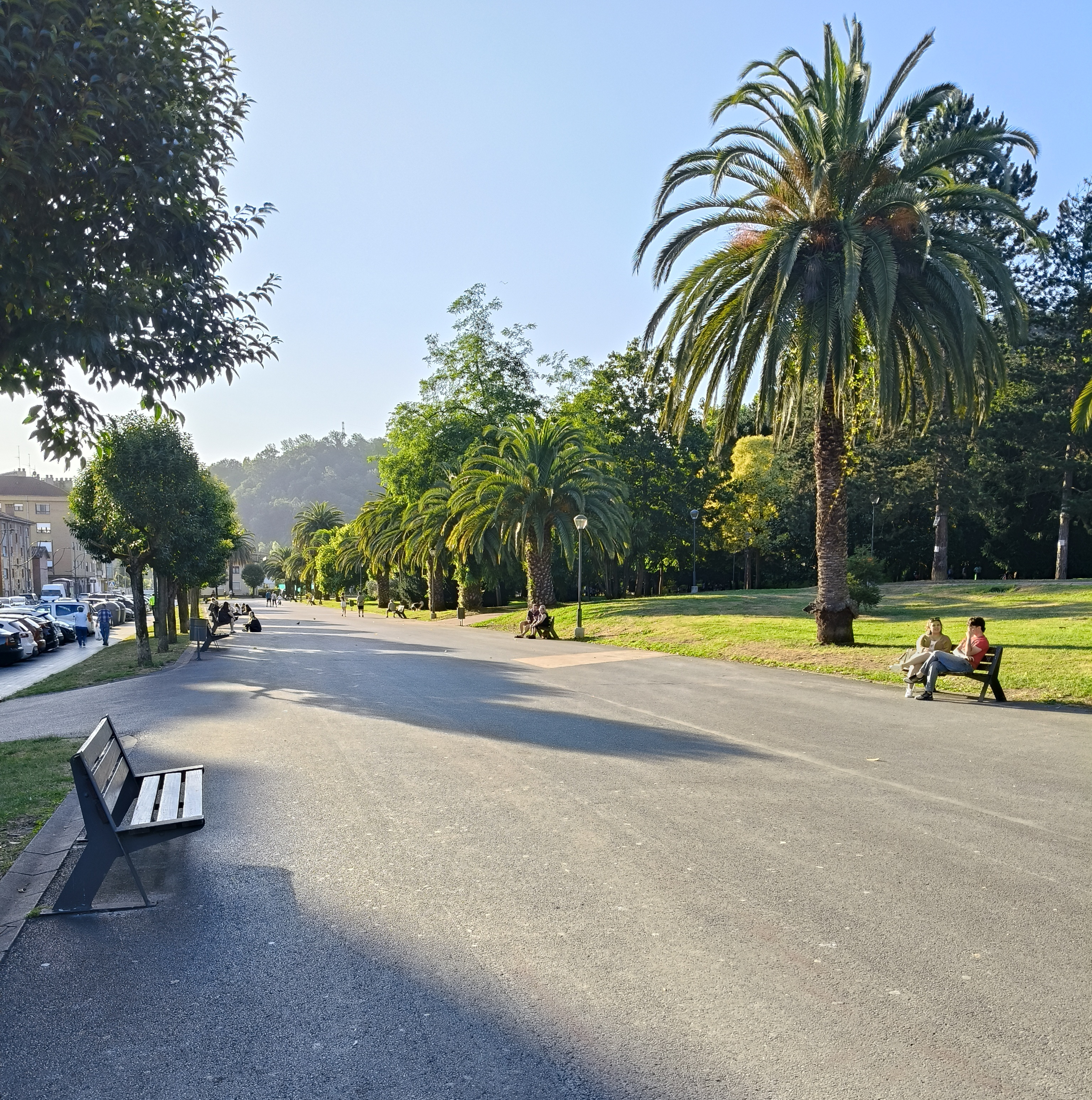
Palmeral de la calle Alfonso Argüelles
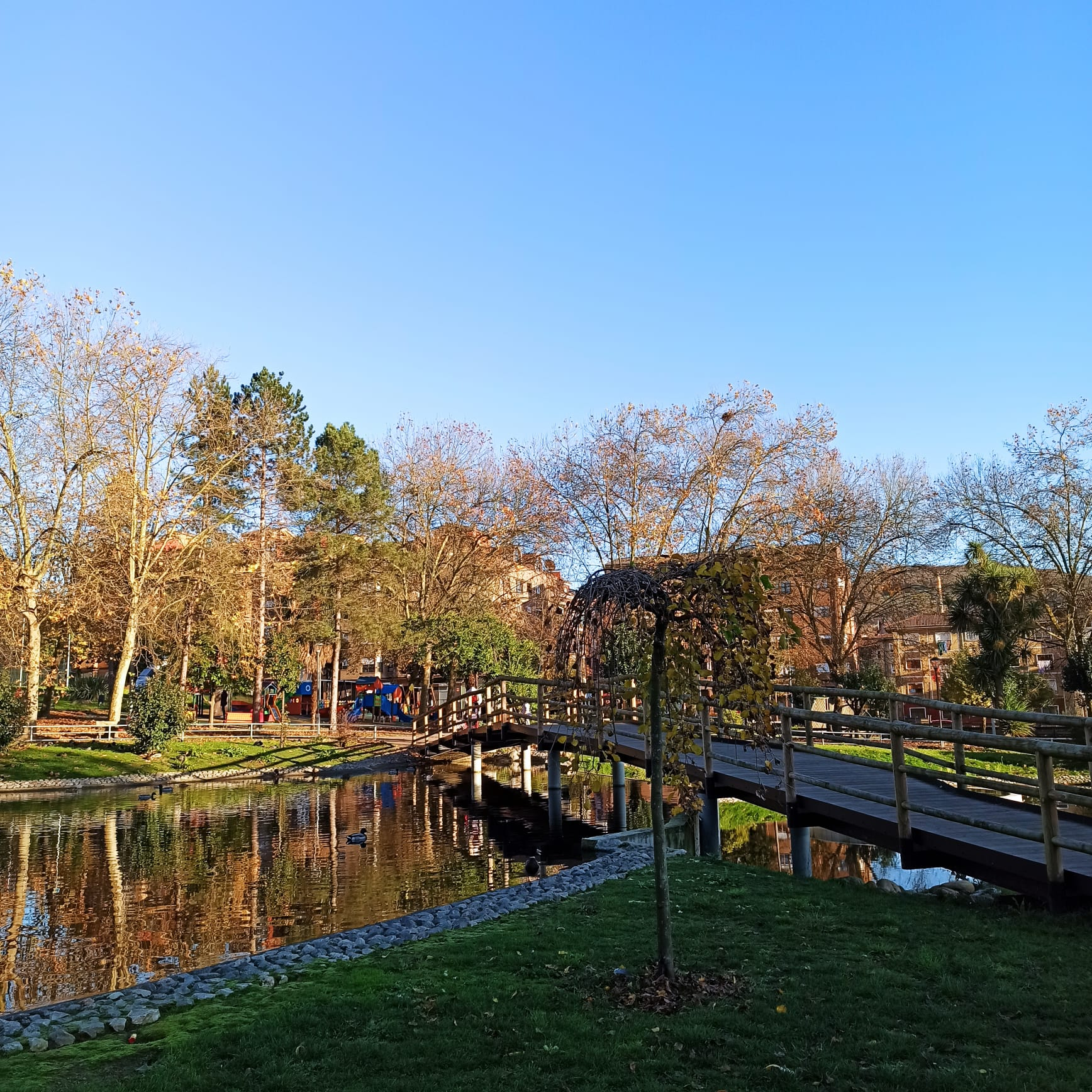
Estanque en otoño
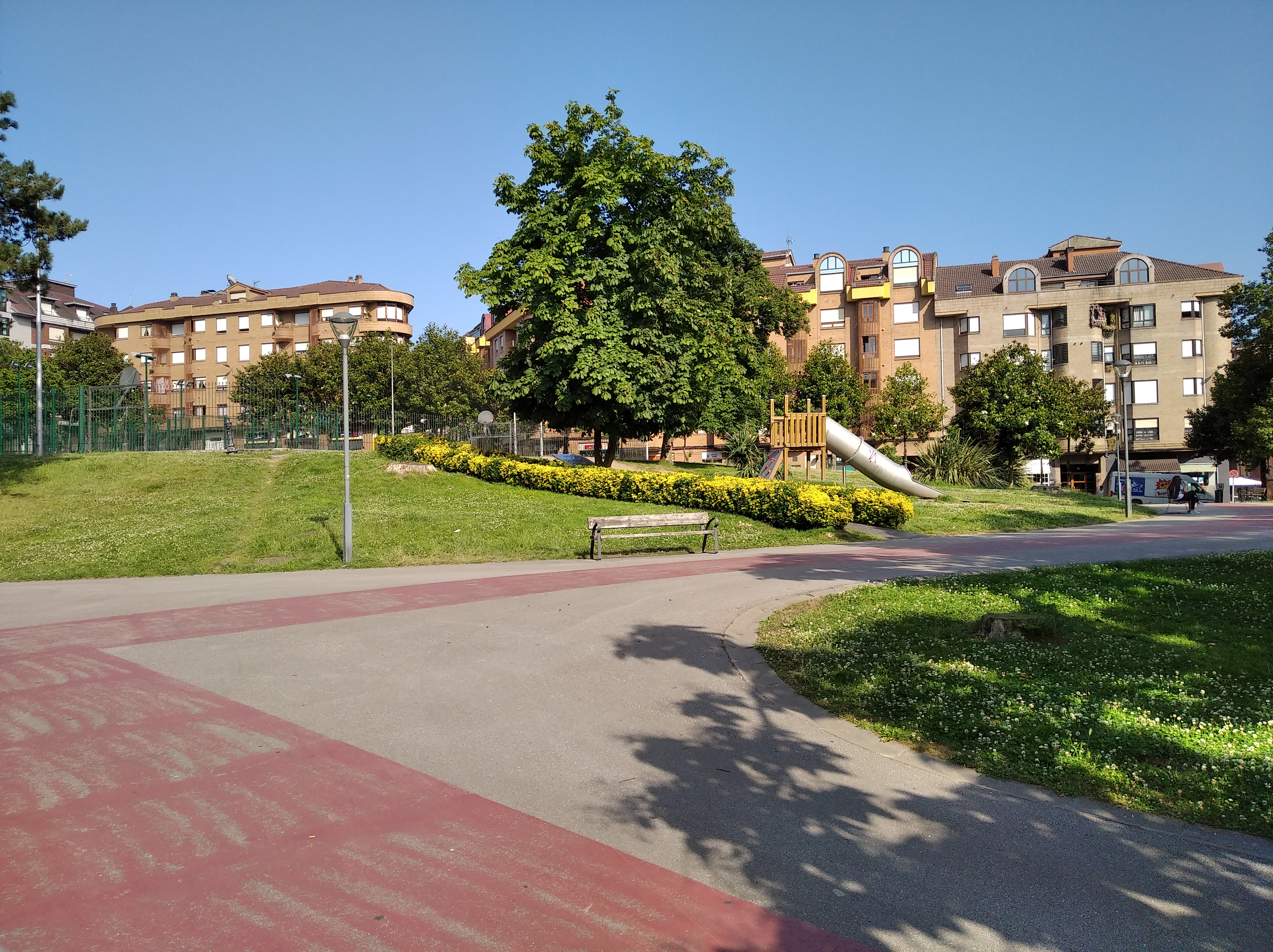
Zona deportiva